# 양지인
양지인(梁智仁, 2003년 5월 20일~)은 대한민국의 사격 선수로 주 종목은 권총이다. 2024년 하계 올림픽 사격 여자 25 m 권총 종목에서 금메달을 획득하였다.

## 경력
남원시 출신인 양지인은 남원하늘중학교 1학년 때 사격을 시작했다. 이후 서울로 이주하여 서울체육중학교와 한국체육대학교에서 수학했다.
2022년 이집트 카이로에서 열린 2022년 세계 선수권 대회 주니어부에 참가했고 25m 권총 단체전에서 은메달, 10 m 공기권총 단체전에서 동메달을 획득했다.
2023년 7월 중국 청두에서 열린 2021년 유니버시아드에 참가했으며 그녀는 금메달 1개와 동메달 1개를 획득했다. 금메달을 획득한 여자 10 m 공기권총 종목에서는 헝가리의 파비안 샤러와 중국의 슝야쉬안을 누르고 우승했으며 혼성전에서는 심은지, 김민서와 함께 동메달을 획득했다. 같은 해 10월에는 항저우에서 열린 2022년 아시안 게임에 참가했다. 그녀는 25 m 권총 개인전에서 중국의 류루이와 인도의 에샤 싱의 뒤를 이어 동메달을 획득했고 심은지, 김라나와 함께 참가한 단체전에서 동메달을 획득했다.
2024년 1월 인도네시아 자카르타에서 열린 2024년 아시아 공기총 선수권 대회에 참가했으며 25 m 권총 종목에서 41점의 세계 기록을 세우면서 대표팀 동료인 김예지와 인도의 리틈 상완을 꺾고 금메달을 획득했다. 또한 단체전에서도 김예지, 김민서와 함께 참가하여 금메달을 획득하면서 대회 2관왕에 올랐다.
같은 해 8월에는 프랑스 파리에서 열린 2024년 하계 올림픽에 참가했다. 그녀는 사격 여자 25 m 권총 종목에서 예선 6위로 결승에 진출했으며 결승에서 프랑스의 카미유 주드르제브스키와 헝가리의 머요르 베로니커를 누르고 금메달을 획득하였다.